# جامعة خوسيه
جامعة هوسيو (بالإنجليزية: Hoseo University)‏ هي جامعة مسيحية خاصة بها أربعة أحرام جامعية. الحرم الجامعي الرئيسي في أسان، كوريا الجنوبية، حرم جامعي آخر في تشونان، كوريا الجنوبية، والمعروف بحجمه الكبير، 3.471074 كم، دانجيان، كوريا الجنوبية وسيول، كوريا الجنوبية (Venture Graduate School). كانت أول مدرسة تنشئ مدرسة عليا للأعمال التجارية في كوريا الجنوبية. يشجع مشروع الجامعة البحث في مجال المجالات غير المكتشفة مثل واجهة الحواس الخمس أو التعبير عن حاسة الشم أو آلية الدفاع عن الحيوانات اللافقارية في غضون 20 عامًا.
كانت الجامعة في الأصل كلية تقنية خاصة عندما تأسست في عام 1978 في أنسيو-دونغ تشونان، تشنغتشونغ الجنوبية، تسمى جامعة تشون وون التقنية. المؤسس هو سيوكيو كانغ، وشعار المدرسة هو «يمكننا القيام بذلك، وسيتحقق ذلك.» في عام 1980، غيرت جامعة تشون وون التقنية اسمها إلى جامعة هوسيو، وفي غضون ثماني سنوات، أعيد تشكيلها لتصبح جامعة جامعية مدتها أربع سنوات. تأسس الحرم الجامعي الثاني لجامعة هوسيو في عام 1989 في 165، سيشول ري، بيبانغ ميون أسان سي، تشونغتشونغنام دو. تم نقل المرافق الإدارية للجامعة إلى الحرم الجامعي الثاني في أسان، مما جعل حرم أسان الحرم الجامعي الرئيسي لجامعة هوسيو، وأصبح حرم تشيونان تلقائيًا أول حرم جامعي في عام 1991.
يوجد بالجامعة مكتبة مركزية ومتحف وشركة إذاعية وصحيفة وتعليم مستمر ومركز عيادة صحية، إلخ. كما أن لديها العديد من مراكز البحث: مركز أبحاث التعاون الصناعي التعليمي، ومركز أبحاث الشركات الصغيرة والمتوسطة الحجم، ومركز أبحاث التكنولوجيا الصناعية، ومركز أبحاث التعليم الفني، ومركز الأبحاث الحيوية البيئية.
بهدف التخصص في المشاريع، أنشأت أول وادي تكنو في كوريا الجنوبية في منطقة الحرم الجامعي، وأنشأت شركة استثمار، وشركة استشارية للمشاريع. بالإضافة إلى ذلك، تم إنشاء وتشغيل كلية الدراسات العليا للدراسات الاستثمارية (GSV) بجامعة هوسيو، وهي أول مدرسة عليا لدراسات المشاريع في كوريا الجنوبية، في سيوتشو جو، سيول.
اعتبارًا من عام 2014، احتلت المرتبة الأولى (61.6%) في معدل التوظيف في مقاطعة تشنغتشونغ الشمالية وبرزت في مجال التصميم، بما في ذلك الفوز بأكبر ثلاث مسابقات تصميم في العالم للعام السابع على التوالي. (اعتبارًا من عام 2021، فاز قسم التصميم الصناعي بثلاث جوائز من ريد دوت Red Dot)
في عام 2014 تم تقييم قسم التمريض باعتباره القسم الأعلى في تقييم قسم العلوم والهندسة.
تم تكريم قسم الهندسة المعمارية لتميزه من خلال الحصول على موافقة الشهادة من مجلس الاعتماد المعماري الكوري (KAAB) ثلاث مرات.
بالإضافة إلى ذلك تتلقى الأقسام المختلفة، بما في ذلك قسم الإحصاء التطبيقي وقسم الهندسة الكيميائية، تقييمات ممتازة، وهي تدير العديد من كليات الدراسات العليا ومعاهد البحوث إلى جانب 8 كليات و59 قسمًا جامعيًا.
تم اختيارها كمنظم لمشروع تعزيز الجامعات الرائدة الناشئة لمدة تسع سنوات متتالية وهي مشهورة أيضًا كمؤسسة تعليمية عالية تدعم رواد الأعمال المحتملين بنشاط.

## شعار
«نستطيع. - افعلها وسوف تتحقق».
يعني هذا الشعار استعداد الجامعة لاحترام الله وتنشئة الطلاب الموهوبين الذين يحبون أنفسهم استنادًا إلى الروح المسيحية التي تقول «يمكنني القيام بكل هذا من خلاله الذي يمنحني القوة». من فيلبي 4:13.
«أولئك الذين ليس لديهم حلم، لا يجرؤون على القدوم إلى هذا المكان. أولئك الذين ليس لديهم الرغبة في الوصول إلى النهاية، لا يجرؤون على القدوم إلى هذا المكان أيضًا. فقط أولئك الذين يؤمنون بحقيقة أنني إذا حاولت، يمكنني الوصول إلى هذا المكان»
إنها عبارة محفورة على مبنى المدرسة، ومثلما هو الشعار، فإنها تناشد الزائرين إرادة الجامعة بناءً على فيليبي 4:13.

## التاريخ
تأسست جامعة هوسيو في ديسمبر 1978 باسم كلية تشون وون التقنية (천원공업전문대학). في ديسمبر 1980، تم تطوير الكلية التي تبلغ مدتها سنتان إلى جامعة هوسيو، وهي جامعة مدتها 4 سنوات. تم منحها وضع جامعي كامل في أكتوبر 1988.
في البداية كان لها حرم جامعي واحد فقط في تشونان. في فبراير 1989 تم افتتاح الحرم الجامعي الثاني في أسان. منذ أغسطس 1991 كان حرم أسان هو الحرم الجامعي الرئيسي.
كان أول رئيس لجامعة هوسيو هو سيوك كيو كانغ من 1979 إلى 2000، ثم أدى جيون مو جونغ اليمين كرئيس تالي للجامعة في مارس 2000. منذ مارس 2004، كان إيل كو كانغ، نجل أول رئيس، رئيسًا لجامعة هوسيو.

## برامج المنح الدراسية
هو برنامج في جامعة هوسيو يزود الطلاب المختارين بمنحة دراسية كاملة لمدة أربع سنوات، والتنسيب في الشركات، والتدريب، وفرص الدراسة في الخارج، وما إلى ذلك. تشمل المؤهلات التي سيتم اختيارها كعضو في البرنامج القيم المسيحية وقيادة المشروع والتفكير الإبداعي والتواصل العالمي والعمل الجماعي العالمي. خلال العام الدراسي، تقدم جامعة هوسيو للطلاب منهجًا إبداعيًا يركز على الموضوع، ودروسًا في اللغة على وجه التحديد اليابانية والإنجليزية (EMC - English Multilanguage Cafe) والصينية، وفي الرياضيات، مساعدة تعليم التواصل العالمي (Hoseo English Language Program)، واجتماعات معمل تقارب المشاريع (Can Do Spirit، Project Design). أثناء فترات الراحة، تقدم الجامعة تعليمًا باللغة الإنجليزية مع فرص لتجربة الثقافة الأمريكية لمدة أربعة أسابيع في الولايات المتحدة، وتعليم التصميم مع أربعة أسابيع من التدريب في إيطاليا.

## الكليات (مدارس المرحلة الجامعية)
- كلية العلوم الإنسانية والاجتماعية (بما في ذلك قسم الدراسات المسيحية)
- كلية إدارة الأعمال
- كلية علوم الحياة والصحة
- كلية الهندسة (بما في ذلك قسم التصميم المعماري)
- كلية تقارب الذكاء الاصطناعي
- كلية الآداب وعلوم الرياضة
- كلية تقارب المستقبل

| عام  | بلغت قدرة الالتحاق (%) | معدل التوظيف بعد التعليم الجامعي (%) | الرسوم الدراسية / السنة (وون) | عدد الطلاب الجامعيين | عامل الطلب على السكن الجامعي لجميع الطلاب الجامعيين (%) | نسبة أعضاء هيئة التدريس (عدد الطلاب لكل معلم) |
| ---- | ---------------------- | ------------------------------------ | ----------------------------- | -------------------- | ------------------------------------------------------- | --------------------------------------------- |
| 2011 | 100                    | 54.3                                 | 8178400                       | 18,645               | 17.1                                                    | 35.1                                          |
| 2010 | 99.8                   | 51.1                                 | 8157000                       | 18,624               | 14.9                                                    | 35.0                                          |
| 2009 | 99.8                   | 73.8                                 | 8158000                       | 18343                | 15.5                                                    | 34.9                                          |

## المدارس العليا
- مدرسة الدراسات العليا العامة
- كلية الدراسات العليا في اللاهوت
- مدرسة فينتشور للأعمال
- كلية إدارة الأعمال
- كلية الإدارة العامة
- مدرسة التربية
- مدرسة الثقافة والرعاية
- كلية إدارة الأعمال العالمية
- مدرسة الرياضة والعلوم

## مشاهير
- شيومين
- إل

## روابط خارجية
- الموقع الرسمي
 (Korean)